# Talinella
Talinella es un género de plantas herbáceas suculentas de la familia de las talináceas.   

## Taxonomía
El género fue descrito por Henri Ernest Baillon y publicado en Bulletin Mensuel de la Société Linnéenne de Paris 569. 1886.

## Especies
- Talinella albidiflora Appleq.
- Talinella ankaranensis Appleq.
- Talinella boiviniana Baill.
- Talinella bosseri Appleq.
- Talinella dauphinensis Scott-Elliot
- Talinella grevei Danguy
- Talinella humbertii Appleq.
- Talinella latifolia Appleq.
- Talinella microphylla Eggli
- Talinella pachypoda Eggli
- Talinella tsitondroinensis Appleq.
- Talinella xerophila Appleq.